# Jan Spławiński
Jan Spławiński (25. prosince 1830 Wieliczka – 23. června 1888 Vídeň) byl rakouský právník a politik polské národnosti z Haliče, v 2. polovině 19. století poslanec Říšské rady.

## Biografie
Působil jako právník a politik.
V roce 1852 absolvoval gymnázium v Tarnowě, pak nastoupil na práva Lvovskou univerzitu, kde ho vyučoval mj. Eduard Herbst. Od roku 1856 studoval na Jagellonské univerzitě, kde získal titul doktora práv. Působil jako adjunkt u okresního soudu v Jordanowě a Rzeszowě. Potom pracoval coby soudní adjunkt u zemského soudu v Krakově a jako tajemník zemské prokuratury. V roce 1868 byl jmenován okresním soudcem v Chrzanowě. O dva roky později nastoupil na post krajského soudce v Tarnowě. Byl i členem tamního okresního zastupitelstva. Od roku 1876 do roku 1881 působil coby ředitel notářského archivu a ředitel spořitelny v Tarnowě. Od roku 1881 zastával funkci rady vrchního zemského soudu v Krakově. Krátce před smrtí se roku 1887 stal radou nejvyššího soudního dvora ve Vídni.
Byl aktivní politicky. Působil jako poslanec Haličského zemského sněmu. Byl sem zvolen roku 1870 za kurii venkovských obcí, obvod Chrzanów, Jaworzno, Krzeszowice. Od roku 1878 zastával na sněmu mandát v kurii měst a živnostenských a obchodních komor, obvod Tarnów. Byl členem četných sněmovních výborů a komisí.
Byl rovněž i poslancem Říšské rady (celostátního parlamentu Předlitavska), kde usedl ve volbách roku 1879 za kurii městskou v Haliči, obvod Tarnow, Bochina atd. Ve volebním období 1879–1885 se uvádí jako Johann Spławiński, c. k. rada vrchního zemského soudu, bytem Krakov. Patřil mezi polské národní poslance. Reprezentoval parlamentní Polský klub.
Zemřel 23. června 1888. Dva dny předtím byl přímo v justičním paláci ve Vídni raněn mrtvicí a převezen do domácího ošetřování.